# Rybki małe ze wszystkich mórz
Rybki małe ze wszystkich mórz (tyt. oryg. The Sea and Little Fishes) – krótkie opowiadanie zaliczane do cyklu Świat Dysku Terry’ego Pratchetta. 
Opublikowane po raz pierwszy w 1998 r. w zbiorze „Legends. Short novels by the masters of modern fantasy” pod redakcją Roberta Silverberga. Wydane po polsku jako „Legendy” (Rebis 1999) w tłumaczeniu Piotra Cholewy.
Bohaterkami opowiadania są czarownice z Lancre z Babcią Weatherwax na czele. Akcja rozgrywa się przed i w trakcie Prób Czarownic i stanowi preludium do wydarzeń, które znalazły się w końcowej części Kapelusza pełnego nieba.